# المجلس الاقتصادي الفلسطيني للتنمية والإعمار (بكدار)
المجلس الاقتصادي الفلسطيني للتنمية والإعمار ويعرف باسم بكدار، هو مؤسسة تنموية فلسطينية تعمل في مجال التنسيق مع المجتمعات المانحة في مشاريع بناء البنية التحتية للسلطة الوطنية الفلسطينية.

## النشأة
تأسس المجلس الاقتصادي الفلسطيني للتنمية والإعمار «بكدار» عام 1993 كأول مؤسسة فلسطينية مهمتها إقامة السلطة الوطنية الفلسطينية.

## أهداف المجلس
يهدف المجلس بشكل عام إلى إقامة مشاريع جديدة واستراتيجية وتنموية في مجالات البنى التحتية والمياه والمدن الصناعية ومؤسسات الخدمات، وغيرها.